# Crowder (Mississippi)
Pour les articles homonymes, voir Crowder.
Crowder est une ville américaine située dans les comtés de Panola et de Quitman, dans le Mississippi. Selon le recensement de 2020, sa population est de 573 habitants.